# Studio e lavoro
Studio e lavoro (1876. – 1879?) jedne su od povijesnih riječkih novina.   

## Povijest publikacije
Ove novine su izlazile jednom tjedno, a tiskane su u tiskari Karletzky (Tipografia F. Karletzky). Odgovorni urednici bili su Giusseppe Kovacevich i Francesco Karletzky. Novine su izlazile svake subote. Rubrike su bile: Higijena, Književnost, Razne vijesti, Trgovina, Financije itd. Zastupale su ekonomske interese čitavoga Primorja (Studio e lavoro: periodico economico-commerciale-letterario). Nije poznato do kada je list izlazio, a posljednji sačuvani broj je od 27. prosinca 1879. godine. 

## Dostupnost
Sveučilišna knjižnica u Rijeci digitalizirala je ove novine, koje čuva u svom fondu.

## Vanjske poveznice
- Digitalizirane novine u fondu SVKRI. libraries.uniri.hr. Pristupljeno 7. ožujka 2023.